# Helene Evers

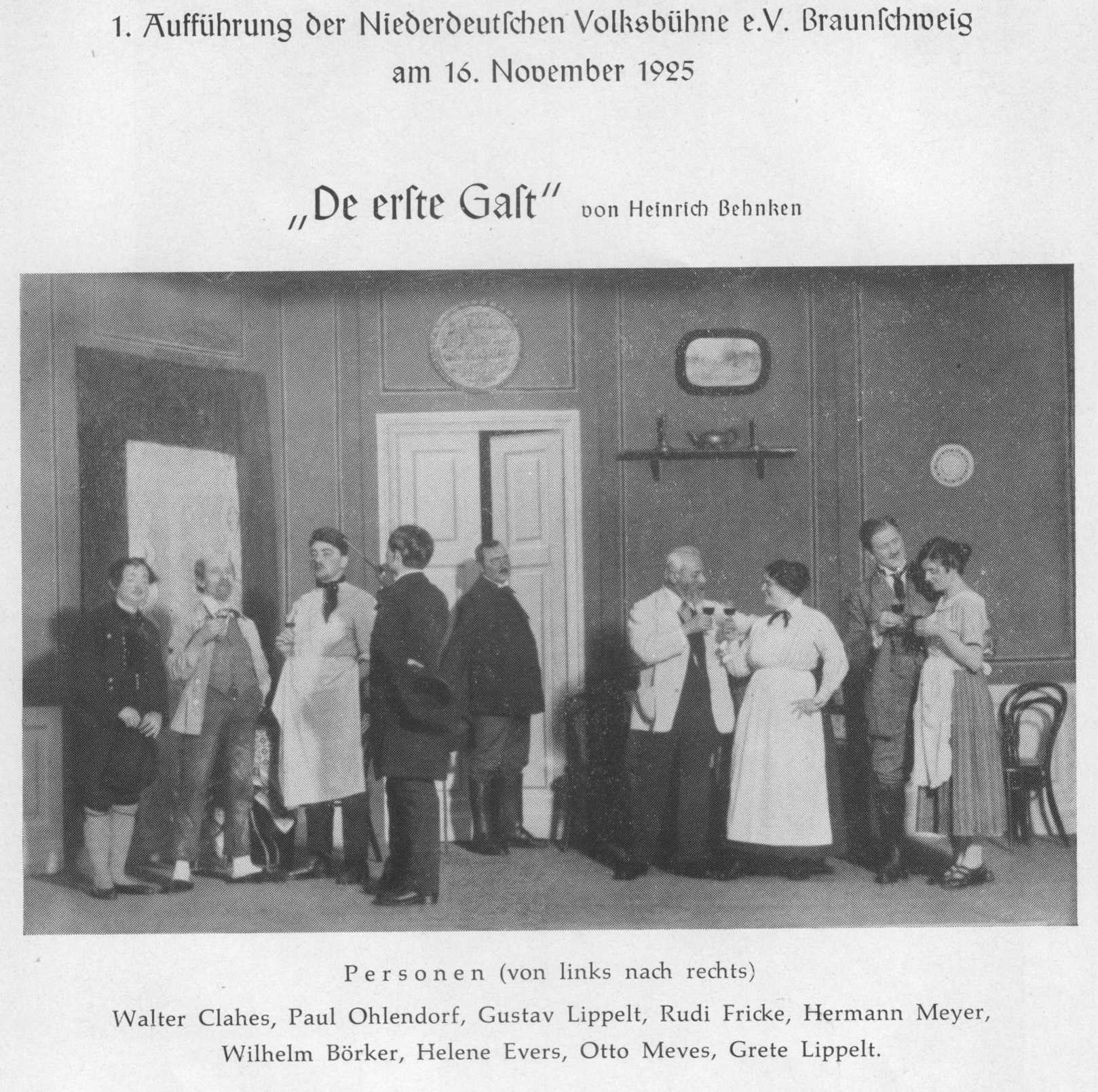
Die erste Inszenierung des Niederdeutschen Theaters Braunschweig im Herbst 1925: „De erste Gast“ von Heinrich Behnken

Bertha Helene Evers (* 24. Dezember 1892 in Schellerten; † 16. Mai 1983 in Braunschweig) war eine deutsche Schauspielerin und Bühnenleiterin der Niederdeutschen Volksbühne Braunschweig.

## Leben
Helene Evers kam als elftes Kind von Joseph und Katharina Henze in Schellerten bei Hildesheim zur Welt. Sie ließ sich nach einer entbehrungsreichen Kindheit zur Weißnäherin ausbilden, fand in diesem Beruf jedoch keine Arbeitsstelle. Sie arbeitete zunächst als Hausgehilfin bei einer Gastwirtsfamilie in Rathenow, bevor sie noch vor 1914 nach Braunschweig übersiedelte und dort in Gaststätten ihren Lebensunterhalt verdiente. Im Jahre 1916 heiratete sie den Restaurator Karl Evers, der früh verstarb.
Im Juni 1925 folgte sie einem Aufruf des Braunschweiger Studienrates Wilhelm Börker, der in der lokalen Presse Freunde der niederdeutschen Sprache zu einer Zusammenkunft in das Hôtel d’Angleterre in der Breiten Straße bat. Börkers Ziel war die Gründung eines niederdeutschen Laientheaters. Helene Evers wurde zum Gründungsmitglied der neuen Bühne und erhielt bereits im ersten Stück, dem Einakter De erste Gast von Heinrich Behnken, im November 1925 die weibliche Hauptrolle. Mit positiver Pressekritik begann sie eine langjährige erfolgreiche Schauspielkarriere. Die Niederdeutsche Volksbühne wurde schnell bekannt und trat bis 1945 in mehr als 90 Orten in Norddeutschland auf. Sie gastierte im Schlosstheater Celle, im Braunschweiger Schloss, im Schauspielhaus in Hannover und anlässlich des 100. Geburtstages von Wilhelm Raabe im Lessingtheater in Wolfenbüttel.
Nach dem Ende des Zweiten Weltkriegs wurde die Niederdeutsche Bühne unter großem persönlichen Einsatz Evers’ wieder aufgebaut und durch sie als Schauspielerin und Regisseurin zu neuen Erfolgen geführt. Am 11. April 1948 konnte sie ihren 500. Auftritt in ihrer Paraderolle, der Ose von Sylt des niederdeutschen Schriftstellers Hans Ehrke, feiern. Sie legte 1967 ihre Funktionen als Bühnenleiterin, Regisseurin und Schauspielerin aus Alters- und Gesundheitsgründen nieder, blieb der Niederdeutschen Bühne, seit 1968 als deren Ehrenpräsidentin, aber eng verbunden.
Evers wohnte zuletzt in der Karlstraße in Braunschweig. Sie starb hochbetagt im Mai 1983.

## Ehrungen
Für ihre Verdienste um das Theater und die niederdeutsche Sprache erhielt Evers am 24. Dezember 1954 das Bundesverdienstkreuz. Sie wurde am 28. März 1968 mit dem Verdienstkreuz des niedersächsischen Verdienstordens 1. Klasse geehrt. Nach ihr ist der Helene-Evers-Weg in Braunschweig benannt.

## Schriften (Auswahl)
- Jahresbericht der „Niederdeutschen Volksbühne Braunschweig“ über die Spielzeit 1952/53. In: Braunschweigische Heimat 1953, 39, S. 123–125.